# Heinrich Nissen

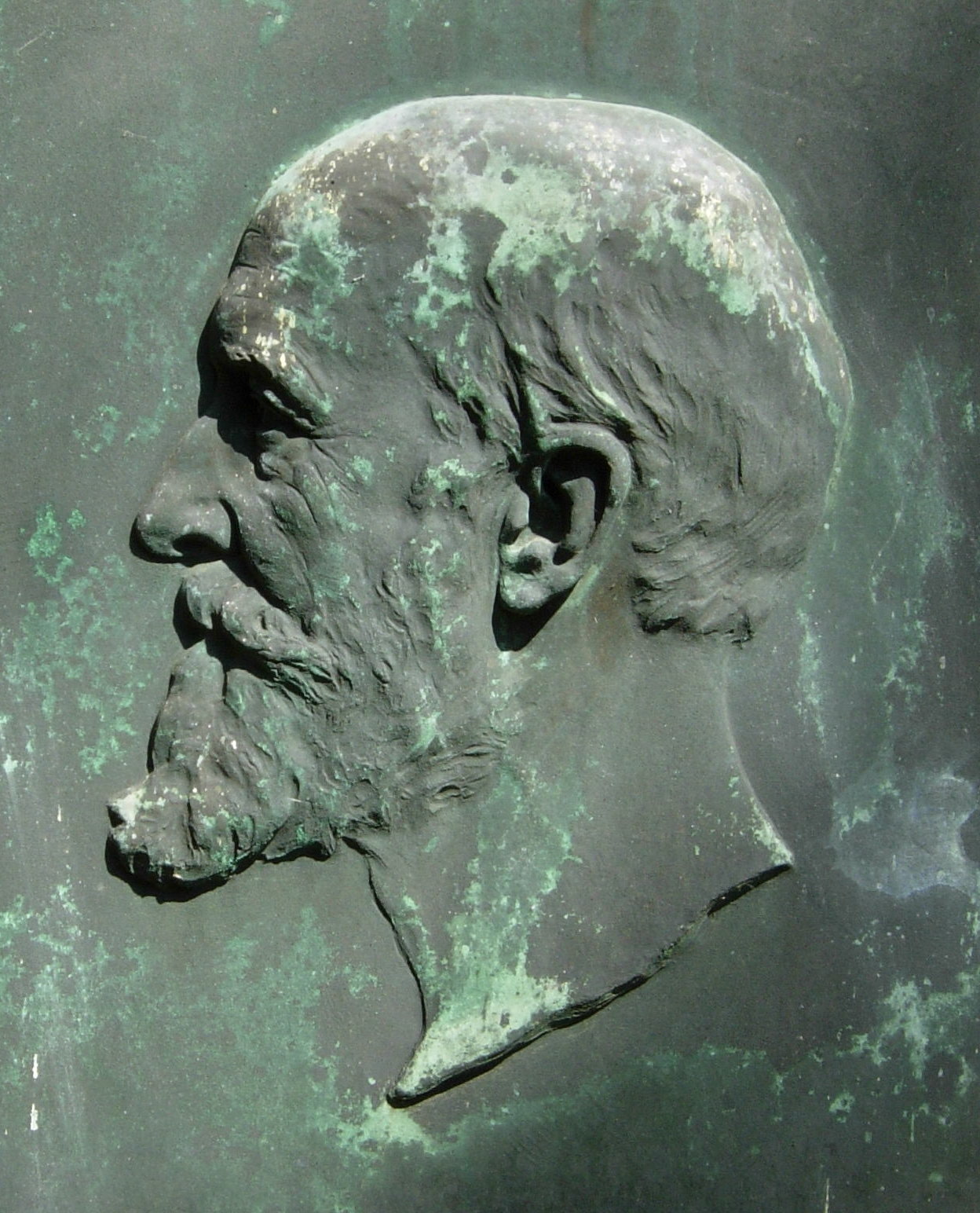
Bronzemedaillon von Albert Küppers an Heinrich Nissens Grabmal

Heinrich Nissen (* 3. April 1839 in Hadersleben; † 29. Februar 1912 in Bonn) war ein deutscher Althistoriker.
Nissen entstammte dem deutschsprachigen Bürgertum seiner Heimatstadt. Seine Eltern waren Lars Hansen Nissen (1800–1875) und Anna Elisabeth geb. Petersen (1801–1878). Heinrich Nissen war das jüngste von drei Kindern. Von seinem älteren Bruder Caspar Nissen ist bekannt, dass er ein angesehener Arzt und später Leiter eines Tropenkrankenhauses in Shanghai war, dort verstorben ist und in Hongkong ein heute noch existierendes Ehrengrab erhalten hat.
Heinrich Nissen besuchte zusammen mit seinem Bruder Caspar das Gymnasium in Meldorf, um im deutschen Sprachraum aufwachsen zu können, denn seine Geburtsstadt Hadersleben war eine deutsche Sprachinsel im überwiegend dänischsprachigen Nordschleswig, während das in Dithmarschen gelegene Meldorf damals ebenfalls zum dänischen Gesamtstaat gehörte. Als Primaner hielt Heinrich Nissen zum 1900. Todestag von Julius Caesar einen Vortrag im Rahmen der Abiturienten-Entlassung. Darüber berichtete die Meldorfer Zeitung und hält unter anderem fest, dass der Schüler Nissen auch über „Das Schöne“ als Grundprinzip des griechischen Lebens und über Horaz als Liederdichter gesprochen habe.
Heinrich Nissen studierte von 1856 bis 1858 an der Universität Kiel Klassische Philologie und Geschichte, später zwei Semester in Jena und ab 1859 in Berlin nur noch Geschichte, bevor er 1860 nach Kiel zurückkehrte. Er wurde fachlich vor allem durch August Boeckh und Theodor Mommsen geprägt. Eine lebenslange Freundschaft verband Heinrich Nissen mit Wilhelm Jensen, den er aufgrund seines Eintrittes in die Burschenschaft Teutonia Kiel kennenlernte. Ein umfangreicher Briefwechsel zwischen ihm, seinem Bruder Caspar und Wilhelm Jensen ist erhalten geblieben.
1862 wurde Heinrich Nissen in Kiel promoviert und suchte danach nicht sofort nach einer festen akademischen Anstellung, sondern tat das, was viele junge Akademiker, so auch der eine Generation ältere Theodor Mommsen, damals den Handwerksgesellen gleich taten: Er reiste und bildete sich dadurch weiter. Anfang 1863 begann seine Reise von Kiel aus über Dresden und Nürnberg nach München, wo er seinen mittlerweile dort tätigen Freund Wilhelm Jensen besuchte und bis zum Herbst 1863 dort blieb.
Im August 1863 startete Heinrich Nissen dann die eigentliche Studienreise nach Italien, die sich nach und nach immer weiter ausdehnte und insgesamt drei Jahre dauerte. Er hatte die Anerkennung und Unterstützung von Theodor Mommsen gewonnen, der wie er aus dem Herzogtum Schleswig stammte, und über diesen Weg hatte er das Interesse eines Fachverlages geweckt, der Nissens Artikel und Studienergebnisse veröffentlichen wollte, wodurch der Unterhalt und die Reisekosten gesichert waren. Zunächst erkundete Heinrich Nissen Rom und durchwanderte dessen Umgebung, bestieg den Berg Lucretilis und durchstreifte das Albanergebirge. Nach und nach fand er interessierte Fachkollegen in Rom, mit denen er sich austauschen konnte. Im Verlauf seiner Reise wirkte Nissen auch an den Ausgrabungen von Pompeji mit. Seine Arbeitsergebnisse fasste er in einem Buch Pompeji zusammen. Sein Hauptwerk allerdings ist die Italienische Landeskunde in 2 Bänden.
Zurück von seiner großen Reise wirkte er zunächst als Privatdozent in Bonn, wo er sich 1867 habilitierte. Zu seinen frühesten Schülern gehörte dort Ulrich von Wilamowitz-Moellendorff, der später über Nissen schrieb: „Schließlich der Historiker Nissen, rhetorisch, beredt, witzig, selbstbewusst, auf die Distance, die den Studenten von ihm trennte, mehr haltend als die anderen. Das einzige historische Kolleg, das ich gehört habe, war seine Geschichte der Westhellenen; es fesselte beim Anhören, ich habe gut nachgeschrieben.“
Im Jahre 1869 wurde Nissen als außerordentlicher Professor an die Universität Marburg berufen, wo er 1870 zum Ordinarius ernannt wurde. Um 1874 heiratete Nissen Henriette Schirrmeister (1854–1936). Die beiden hatten eine Tochter Elisabeth (1876–1943). Diese wiederum hatte zusammen mit dem Medizinprofessor Ernst Schmidt drei Söhne und viele Enkel, die ebenfalls zum Teil beachtlichen beruflichen Erfolg aufweisen konnten. Im Jahre 1877 ging er als Ordinarius der Alten Geschichte nach Göttingen; er wechselte jedoch schon im folgenden Jahr nach Straßburg. Im Jahre 1884 wurde er als Nachfolger Arnold Schaefers an die Universität Bonn berufen. Dort lehrte er, anders als sein Vorgänger, ausschließlich Alte Geschichte. Ähnlich wie sein Vorbild Mommsen war Nissen durch seine persönliche Art als Prüfer bei den Studenten gefürchtet.
Als erster Vertreter seines Faches in Bonn forschte Nissen auch zur Epigraphik – Grundlage waren seine Studien während seiner Jahre in Italien – und widmete sich der Provinzialrömischen Archäologie. Im Jahre 1884 wurde er zum korrespondierenden Mitglied der Göttinger Akademie der Wissenschaften gewählt. Er war einer der Mitbegründer der Reichs-Limeskommission. Seit 1890 vertrat Nissen die Universität Bonn im Preußischen Herrenhaus. In den Jahren 1894 und 1895 amtierte er zudem als Rektor der Universität.
Im Herbst 1911 wurde Nissen emeritiert, sein Nachfolger war Ulrich Wilcken. Kurz darauf verstarb Nissen und wurde auf dem Poppelsdorfer Bergfriedhof in einem Ehrengrab bestattet.

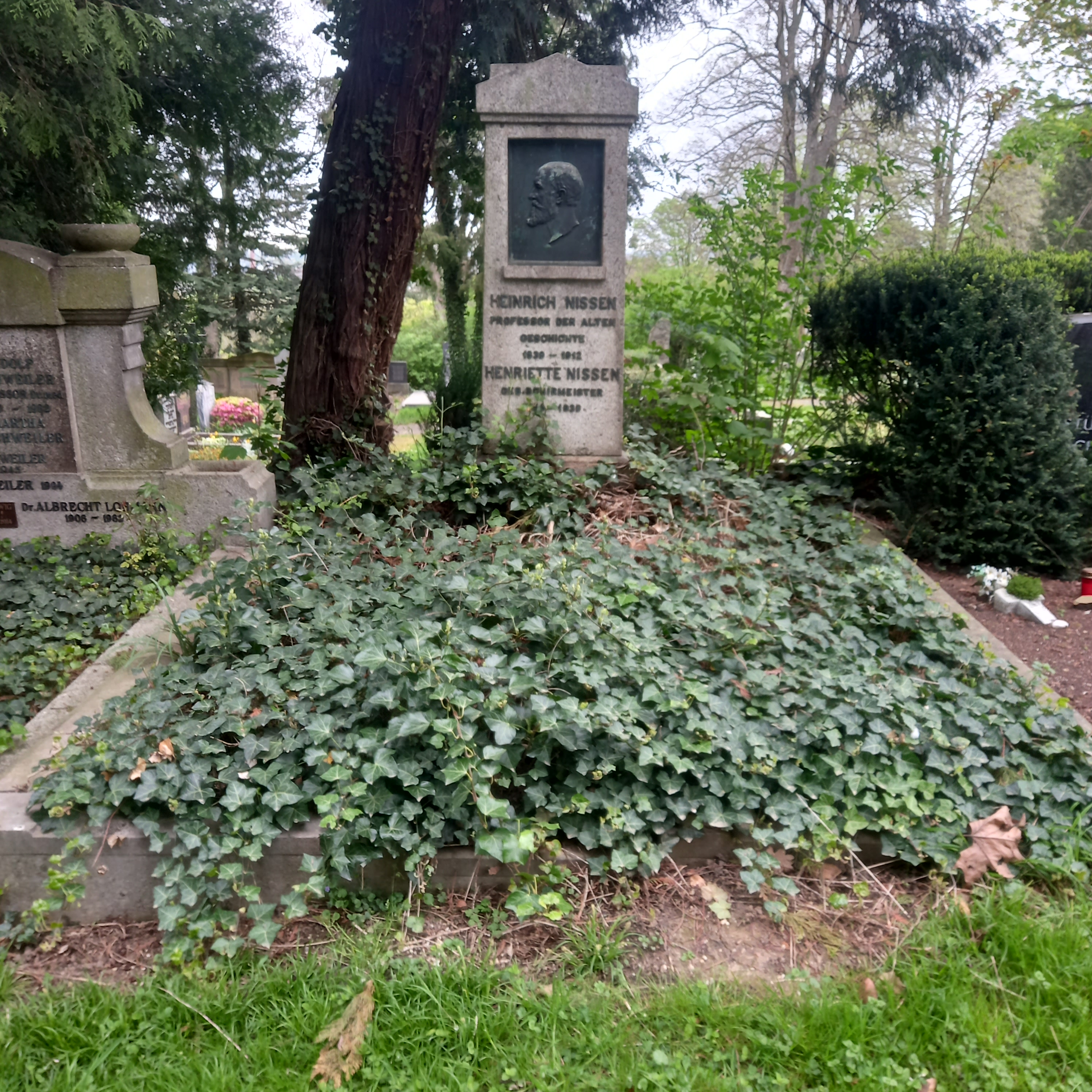
Das Grab von Heinrich Nissen und seiner Ehefrau Henriette geborene Schirrmeister auf dem Poppelsdorfer Friedhof in Bonn

## Schriften (Auswahl)
- Pompeji, Lüderitz, Berlin 1867.
- Pompeianische Studien, Leipzig 1877.
- Italische Landeskunde. Bd. 1: Land und Leute, Berlin 1883; Bd. 2: Die Städte (2 Teilbände), Berlin 1902.